# ドメリカ
株式会社ドメリカ（英: domerica inc.）は、日本のアニメ制作会社。

## 歴史
フリーのCGクリエイターである市川量也が2010年12月に設立。
2016年にギャザリングホールディングスと資本業務連携。翌年、資本業務連携を解消。

## 特徴
市川のCG畑で培った経験から、スタッフ1人が1つの作品だけの1つの部分を担当するのではなく、「仕上げ作業をメインにしているスタッフが作画作業も行う」等役職に捕われない制作スタイルを目指している。所属アニメーターの髙田真理は「様々な工程を担当するので、次の工程でどんな作業が発生するかわかるのは強みです。スタッフ間の齟齬も発生しませんし、素材で気になった箇所があれば自分で直すこともできます」と語る。
制作進行を採用せずに、オンラインスプレッドシートを用いて制作スケジュールを管理している。シートを全体で共有することで「いつ・誰が・どの作品のどんな作業を行なっているか」をスタッフ全員が把握でき、無駄な時間が生まれないため、安定したスケジュールで幾つものプロジェクトを様々な形で携わり、進めていく様に目指している。

## 作品履歴

### テレビアニメ
| 開始年 | 放送期間  | タイトル                                     | 監督     | 原作   | 共同制作         |
| ------ | --------- | -------------------------------------------- | -------- | ------ | ---------------- |
| 2021年 | 4月 - 6月 | すばらしきこのせかい The Animation           | 市川量也 | ゲーム | シンエイ動画     |
| 2021年 | 4月 - 6月 | セブンナイツ レボリューション -英雄の継承者- | 市川量也 | ゲーム | ライデンフィルム |
| 2024年 | 4月 - 5月 | 刀剣乱舞 廻 -虚伝 燃ゆる本能寺-              | 市川量也 | 舞台   |                  |
| 2025年 | 7月 -     | フェルマーの料理                             | 市川量也 | 漫画   |                  |
| 2025年 | 10月 -    | グノーシア                                   | 市川量也 | ゲーム |                  |

### 劇場アニメ
| 公開年 | タイトル                            | 監督     | 原作 |
| ------ | ----------------------------------- | -------- | ---- |
| 2024年 | 刀剣乱舞 廻 -々伝 近し侍らうものら- | 市川量也 | 舞台 |

### Webアニメ
| 放送年 | タイトル               | 監督     | 原作         | 備考       |
| ------ | ---------------------- | -------- | ------------ | ---------- |
| 2017年 | めんトリ               | 市川量也 | キャラクター | タテアニメ |
| 2017年 | できるかな             | 市川量也 | 漫画         | タテアニメ |
| 2022年 | ロマンティック・キラー | 市川量也 | 漫画         |            |

### ゲーム
| 放送年 | タイトル                                                      | 制作内容                   |
| ------ | ------------------------------------------------------------- | -------------------------- |
| 2013年 | 金色のコルダ3 AnotherSky                                      | アニメーション制作         |
| 2013年 | OGAハンターは孤島で恋をする                                   | OPアニメーション演出・制作 |
| 2013年 | エクステトラ                                                  | アニメーション演出・制作   |
| 2014年 | ペルソナ4 ジ・アルティマックス ウルトラスープレックスホールド | アニメーション制作         |
| 2014年 | BinaryStar                                                    | OPアニメーション演出・制作 |
| 2014年 | デート・ア・ライブ 或守インストール                           | PVアニメーション制作       |
| 2015年 | レイギガント                                                  | アニメーション演出・制作   |
| 2015年 | ペルソナ4 ダンシング・オールナイト                            | アニメーション制作         |
| 2016年 | デモンゲイズ2                                                 | アニメーション演出・制作   |
| 2017年 | 喧嘩番長 乙女～完全無欠のマイハニー〜                         | OPアニメーションパート制作 |
| 2018年 | ペルソナ3 ダンシング・ムーンナイト                            | OPアニメーション演出・制作 |
| 2018年 | 大乱闘スマッシュブラザーズ SPECIAL                            | アニメーションパート制作   |
| 2019年 | ペルソナ5 ザ・ロイヤル                                        | アニメーション演出・制作   |
| 2020年 | ニンジャラ カートゥーンアニメ                                 | アニメーション演出・制作   |
| 2020年 | ペルソナ5 スクランブル ザ ファントム ストライカーズ           | アニメーション演出・制作   |

### 制作協力
| 年     | タイトル                              | 制作元請                                        | 備考                                               |
| ------ | ------------------------------------- | ----------------------------------------------- | -------------------------------------------------- |
| 2011年 | アップルシード XIII                   | ジーニーズアニメーションスタジオ Production I.G | CGレイアウト制作                                   |
| 2011年 | Aチャンネル                           | Studio五組                                      | CGレイアウト制作                                   |
| 2011年 | 殿といっしょ                          | ギャザリング                                    | キャラクターデザイン・背景美術制作                 |
| 2012年 | ガールズ&パンツァー                   | アクタス                                        | CGアニメーション制作                               |
| 2012年 | ヱヴァンゲリヲン新劇場版:Q            | カラー                                          | CGアニメーション制作                               |
| 2012年 | 009 RE-CYBORG                         | Production I.G サンジゲン                       | CGレイアウト制作                                   |
| 2012年 | ちとせげっちゅ!!                      | SILVER LINK.                                    | 背景美術制作                                       |
| 2012年 | エウレカセブンAO                      | ボンズ                                          | モニタアニメーション制作                           |
| 2012年 | ストライクウィッチーズ 劇場版         | AIC                                             | CGアニメーション制作                               |
| 2013年 | キングダム                            | ぴえろ                                          | CGアニメーション制作                               |
| 2013年 | どーにゃつ                            | ギャザリング                                    | CGアニメーション制作・EDアニメーション演出・制作   |
| 2013年 | 帰宅部活動記録                        | NOMAD                                           | CGアニメーション制作・EDアニメーション演出・制作   |
| 2013年 | 絶対防衛レヴィアタン                  | GONZO                                           | CGアニメーション制作                               |
| 2014年 | ぐでたま                              | ギャザリング                                    | アニメーション演出・制作                           |
| 2014年 | ブレイドアンドソウル                  | GONZO                                           | CGアニメーション制作・特典アニメーション演出・制作 |
| 2014年 | そにアニ                              | WHITE FOX                                       | EDアニメーション演出                               |
| 2014年 | ひばりが丘物語                        | Production I.G                                  | アニメーション演出・制作                           |
| 2014年 | デビルサバイバー2 ブレイクレコード    | アトラス                                        | 広告用ビジュアル協力                               |
| 2014年 | ペルソナQ シャドウ オブ ザ ラビリンス | アトラス                                        | 広告用ビジュアル協力                               |
| 2015年 | モンストアニメ                        | スタジオ雲雀 ウルトラスーパーピクチャーズ       | アニメーション演出・制作                           |
| 2015年 | 探偵チームKZ事件ノート                | シグナル・エムディ                              | CGアニメーション制作                               |
| 2015年 | プリズマイリヤ ツヴァイ ヘルツ!       | SILVER LINK.                                    | CGアニメーション制作・OPアニメーション演出・制作   |
| 2015年 | パンチライン                          | MAPPA                                           | CGアニメーション制作                               |
| 2016年 | ベルセルク                            | GEMBA ミルパンセ                                | CGアニメーション制作                               |
| 2016年 | ポケモンジェネレーションズ            | OLM team Kato                                   | アニメーション演出・制作                           |
| 2016年 | プリズマイリヤ ドライ!!               | SILVER LINK.                                    | CGアニメーション制作                               |
| 2016年 | ペルソナ5                             | アトラス                                        | アニメーション制作協力                             |
| 2017年 | 恋するシロクマ                        | ギャザリング                                    | アニメーション演出・制作                           |
| 2017年 | キノの旅 -the Beautiful World-        | Lerche                                          | アニメーション作画協力                             |
| 2017年 | 潔癖男子！青山くん                    | スタジオ雲雀                                    | アニメーション演出・制作                           |
| 2018年 | 弱虫ペダル GLORY LINE                 | TMS/8PAN                                        | EDアニメーション演出・制作                         |
| 2018年 | ドラえもん のび太の宝島               | シンエイ動画                                    | アニメーション作画協力                             |
| 2019年 | ドラえもん のび太の月面探査記         | シンエイ動画                                    | アニメーション作画協力                             |
| 2019年 | 厨病激発ボーイ                        | スタジオディーン                                | アニメーション演出・制作                           |
| 2019年 | 爆丸バトルプラネット                  | トムス・エンタテインメント                      | アニメーション演出・制作                           |
| 2019年 | ペルソナ5 ザ・ロイヤル                | アトラス                                        | アニメーション制作協力                             |
| 2020年 | 爆丸アーマードアライアンス            | トムス・エンタテインメント                      | アニメーション演出・制作                           |
| 2021年 | 灼熱カバディ                          | トムス・エンタテインメント                      | アニメーション制作協力                             |

### その他
| 年     | タイトル                                                            | 備考                                 |
| ------ | ------------------------------------------------------------------- | ------------------------------------ |
| 2011年 | SKE48の世界征服女子 ブリッジアニメぬっことはるか OVA ANOTHER STORYⅡ | アニメーション演出・制作             |
| 2011年 | よしログ                                                            | キャラクターデザイン・アーカイブ編集 |